# Softbol nos Jogos Pan-Americanos de 2019
Os torneios de Softbol nos Jogos Pan-Americanos de 2019 em Lima, Peru, foram realizados de 25 de julho a 10 de agosto. A sede da competição foi o estádio de softbol, localizado no cluster de Villa María del Triunfo. Um total de seis equipes masculinas e seis equipes femininas (cada uma com até 15 atletas) competiram em cada torneio. Isto significa que um total de 180 atletas competiram no evento. 

## Calendário
| Julho / Agosto | 24 | 25 | 26 | 27 | 28 | 29 | 30 | 31 | 1 | 2 | 3 | 4 | 5 | 6 | 7 | 8 | 9 | 10 | 11 |
| -------------- | -- | -- | -- | -- | -- | -- | -- | -- | - | - | - | - | - | - | - | - | - | -- | -- |
| Softbol        |    |    |    |    |    |    |    |    | 1 |   |   |   |   |   |   |   |   | 1  |    |

|  | Dia de competição |  | Dia de final |

## Medalhistas
| Evento             | Ouro | Prata | Bronze |
| ------------------ | --- | --- | --- |
| Masculino detalhes | Huemul Mata Juan Zara Teo Migliavacca Federico Eder Santiago Carril Mariano Montero Gonzalo Ojeda Juan Malarczuk Manuel Godoy Bruno Motroni Juan Potolicchio Gian Scialacomo Román Godoy Alan Peker Gustavo Godoy ARG Argentina                              | Jeffrey Nowaczyk Matt Palazzo Nicholas Mullins Erick Ochoa Antonio Mancha Joel Cooley Kevin Castillo Matthew Ratliff Mervin Weiler Cameron Schiller Marcus Tan Jenner Christiansen Jonathan Lynch Yusef Davis Jr. Gilbert Saenz USA Estados Unidos | Marco González Jonathan Salazar Jonathan Muñoz Edgar López Rubén Delgadillo Daniel Durazo Carlos Ordaz Lenny Villalvazo José Hernández Adán Dueñas Ismael Peña Jesús Cardona Julio Rodríguez Ernesto Sánchez Alan Osuna MEX México |
| Feminino detalhes  | Aubree Munro Alison Aguilar Kelsey Stewart Haylie McCleney Janette Reed Keilani Ricketts Monica Abbott Michelle Moultrie Valerie Arioto Rachel Garcia Kirsti Merritt Sahvanna Jaquish Dejah Mulipola Catherine Osterman Delaney Spaulding USA Estados Unidos | Natalie Wideman Erika Polidori Joanne Lye Holly Speers Jennifer Salling Victoria Hayward Janet Leung Danielle Lawrie Sara Groenewegen Emma Entzminger Jennifer Gilbert Larissa Franklin Eujenna Caira Kaleigh Rafter Morgan Rackel CAN Canadá      | Alyssa Rivera Natalia Rodríguez Yahelis Muñoz Aleshia Ocasio Jena Cozza Aleimalee López Karla Claudio Taran Alvelo Quianna Díaz Carsyn Gordon Shemiah Sánchez Xeana Dung Meghan King Adriana Otero Marta Fuentes PUR Porto Rico    |

## Países participantes
Um total de oito delegações classificaram equipes para as competições de softbol. Os números em parênteses representam o número de participantes classificados.
| - ARG Argentina (15) - CAN Canadá (15) - CUB Cuba (15) - MEX México (30) - PER Peru (30) | - PUR Porto Rico (15) - USA Estados Unidos (30) - VEN Venezuela (30) |

## Classificação
Um total de seis equipes masculinas e seis equipes femininas se classificaram para competir nos jogos em cada torneio. O país-sede (Peru) recebeu classificação automática para ambos os torneios, junto com as cinco melhores equipes do Campeonato Pan-Americano de 2017 em cada evento.

### Masculino
| Evento                           | Datas             | Local         | Vagas | Classificados                                                      |
| -------------------------------- | ----------------- | ------------- | ----- | ------------------------------------------------------------------ |
| País-sede                        | —                 | —             | 1     | PER Peru                                                           |
| Campeonato Pan-Americano de 2017 | 15–24 de setembro | Santo Domingo | 5     | VEN Venezuela ARG Argentina USA Estados Unidos MEX México CUB Cuba |
| Total                            |                   |               | 6     |                                                                    |

- O Canadá, que havia ganhado todas as medalhas de ouro do esporte até os  Jogos Pan-Americanos de 2015, acabou sendo eliminado da classificatória Pan-Americana na primeira fase e acabou não conseguindo a vaga.[4]

### Feminino
| Evento                           | Datas          | Local         | Vagas | Classificados                                                         |
| -------------------------------- | -------------- | ------------- | ----- | --------------------------------------------------------------------- |
| País-sede                        | —              | —             | 1     | PER Peru                                                              |
| Campeonato Pan-Americano de 2017 | 4–13 de agosto | Santo Domingo | 5     | USA Estados Unidos CAN Canadá PUR Porto Rico MEX México VEN Venezuela |
| Total                            |                |               | 6     |                                                                       |

## Quadro de medalhas
| Ordem | País               | Medalha de ouro | Medalha de prata | Medalha de bronze |   |
| ----- | ------------------ | --------------- | ---------------- | ----------------- | - |
| 1     | USA Estados Unidos | 1               | 1                |                   | 2 |
| 2     | ARG Argentina      | 1               |                  |                   | 1 |
| 3     | CAN Canadá         |                 | 1                |                   | 1 |
| 4     | MEX México         |                 |                  | 1                 | 1 |
|       | PUR Porto Rico     |                 |                  | 1                 | 1 |
| TOTAL | TOTAL              | 2               | 2                | 2                 | 6 |